# San Giuseppe a Capo le Case
San Giuseppe a Capo le Case ou Igreja de São José em Capo le Case é uma igreja de Roma, Itália, localizada no rione Colonna, na esquina da via Francesco Crispi com a via della Mercede. É dedicada a São José.

## História
A igreja nasceu como capela do primeiro mosteiro carmelita fundado em Roma, uma obra de Francesco Soto em 1597 numa região conhecida como "ad capita domorum", uma indicação de sua localização periférica. Porém, o papa Sisto V já vinha promovendo o desenvolvimento urbano daquela região desde a década anterior e a Via Sistina passava ali perto, o que levou as ordens religiosas a preferirem áreas mais distantes do centro, onde havia espaço livre para seus jardins e claustros, mais saudáveis, mas não somente no interior da proteção oferecida pelas muralhas mas também próximas do Campo de Marte e do centro histórico da cidade. Foram construidos neste período ou pouco depois, o convento dos agostinianos descalços e sua igreja, Santi Ildefonso e Tommaso da Villanova, o dos franciscanos descalços de Sant'Isidoro a Capo le Case e o dos monges cistercienses em San Bernardo alle Terme.
Como o Carmelo era uma ordem enclausurada, foi construída no recinto do mosteiro sete capelas dotadas, por concessão papal, da indulgência das sete igrejas, de modo que as irmãs não precisassem peregrinar pela cidade para conseguir a benção das visitas.
Em 1607, o cardeal Marcello Lante foi nomeado protetor do convênio e, em 1628, começou o trabalho de reconstrução do complexo e da igreja. A frente do mosteiro era praticamente uma cópia da atual, vista da porta de entrada, originalmente no centro do complexo (e hoje num canto do edifício). O terreno atrás do edifício era muito grande e incluía o claustro, uma farmácia, chegando até a moderna via Zucchelli, ao longo da qual as freiras possuíam oito casas.
Expulsas pela primeira vez do convento durante a ocupação napoleônica de Roma e durante a anexação dos Estados Papais pelo Reino da Itália, as carmelitas retornaram em 1814, mas, depois da unificação da Itália, o mosteito foi finalmente suprimido e a propriedade, confiscada pelo estado em 1873 e liquidada. Às freiras foram reservadas apenas algumas poucas posses ao passo que o resto da propriedade foi reestruturado e destinado, em 1880, ao novo "Museu Artístico Industrial". O convento foi depois parcialmente demolido e nos ambientes restantes, reformados, foi instalada, em 1980, a Galeria Comunal de Arte Moderna e Contemporânea. As freiras acabaram realocadas para um novo convento na via della Nocetta.

## Igreja
A igreja pode ser acedida por uma dupla escadaria de frente para a ladeira de Capo le Case, uma posição que, juntamente com suas demais proporções, acentua sua verticalidade. Sua planta é retangular, sem corredores, nem capelas laterais e quatro altares (dois de cada lado; originalmente eram apenas dois). O mesmo estilo severo se aplica à fachada, revestida por uma cortina de tijolos, quase sem mármore ou travertino, exceto no portal e no tímpano, na cornija que separa os andares e nos capitéis jônicos das pilastras.
O interior é bastante simples: a nave está coberta por uma abóbada de berço, o altar está sob uma diminuta abside quadrada (em italiano:  scarcella), elevada sobre dois baixos degraus, no alto da qual estão quatro estreitas janelas que davam para o convento e por onde as freiras enclausuradas podiam assistir aos ofícios religiosos. A igreja, originalmente ricamente decorada, abrigava ali suas obras mais preciosas, hoje perdidas ou espalhadas em diferentes locais, incluindo uma pintura de Giovanni Lanfranco ("Coroação de Santa Teresa de Ávila"), atualmente no novo mosteiro carmelita, e uma "Fuga para o Egito", de Tommaso Luini. As pinturas atuais são quase todas de Cleto Luzzi, geralmente replicando os temas das obras perdidas. É dele também o mosaico na porta principal.
Um elemento singular desta igreja, legado de sua origem como igreja claustral, é uma Scala Santa do século XVIII que reproduz em escala menor a Scala Santa em Latrão e, como ela, concede a indulgência papal se escalada de joelhos. Construída em 1717 por ordem da madre superiora pelo arquiteto Tommaso Mattei, é composta por 28 degraus de mármore e coberta por uma abóbada decorada com estuques e outros elementos decorativos. Ela leva até uma capela "dedicada e majestosa", também decorada com estuques e brasões de Cristo. Ela ainda existe e é o elemento mais característico do século XVIII e luxuoso do mosteiro.
O atual aspecto da igreja, principalmente no interior, é resultado da restauração de 1863.

## Galeria

Imagens da igreja
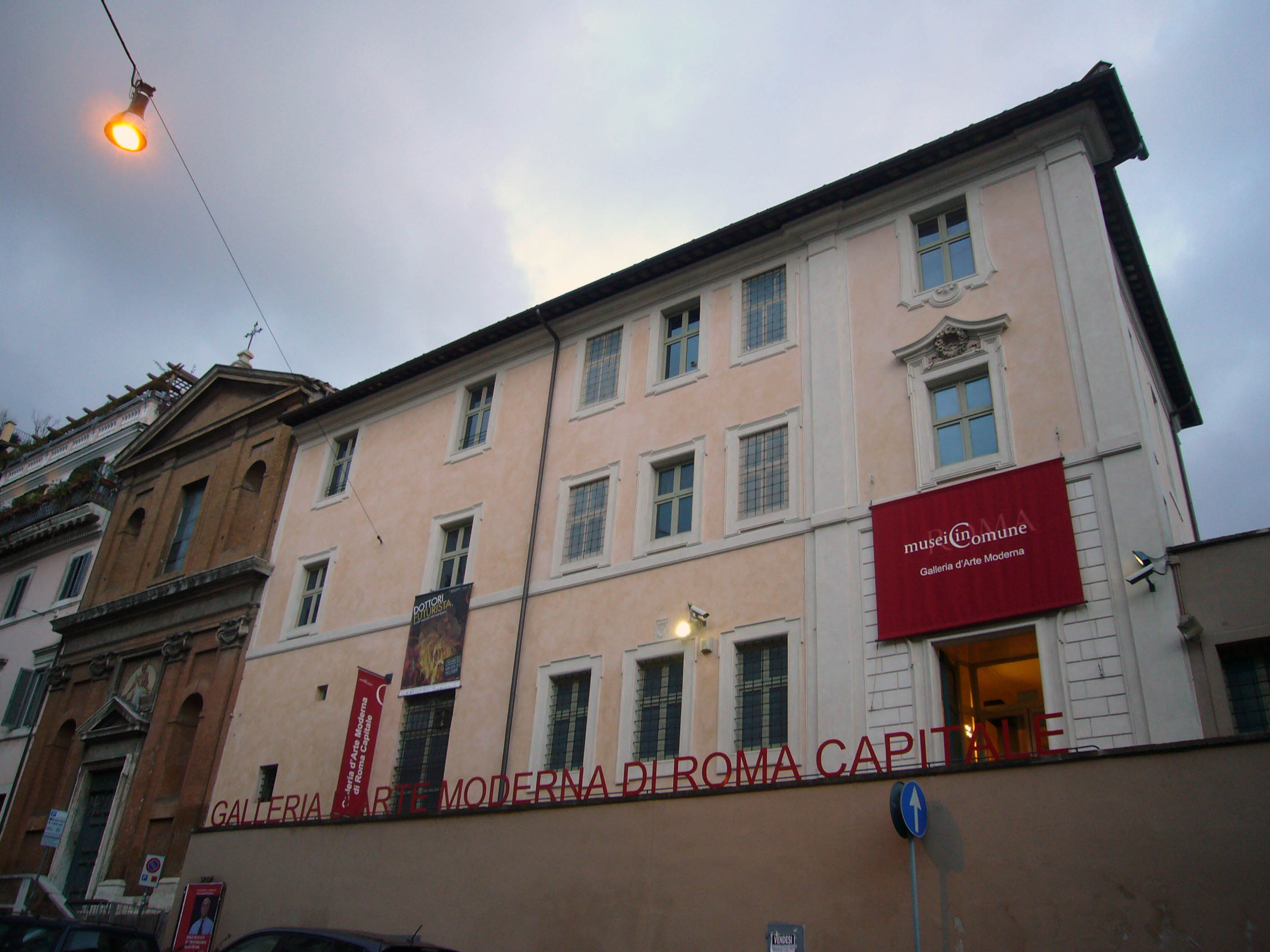
Galeria Comunal de Arte Moderna e Contemporânea, que ocupa o antigo mosteiro carmelita vizinho da igreja.
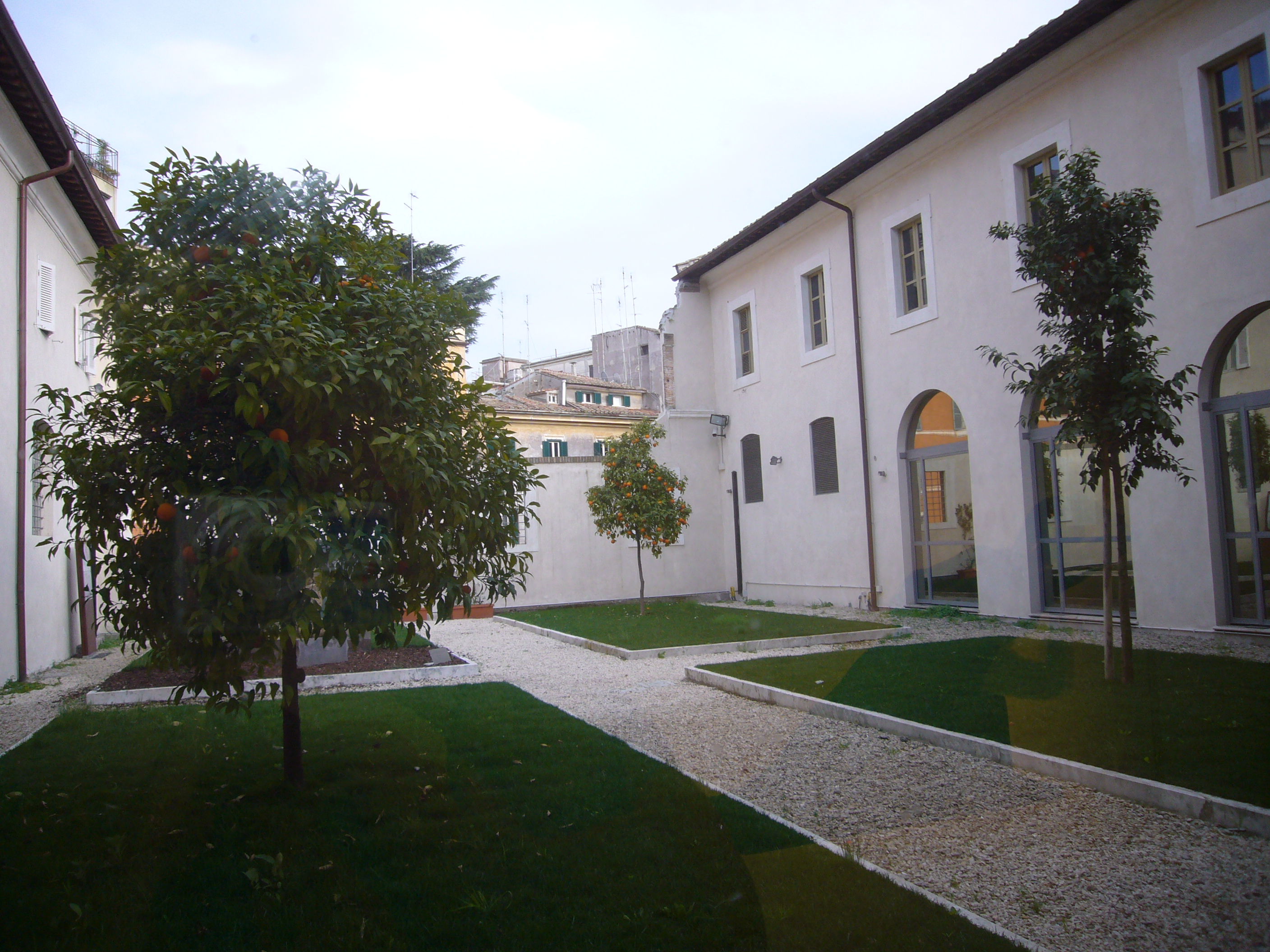
Claustro do antigo convento.
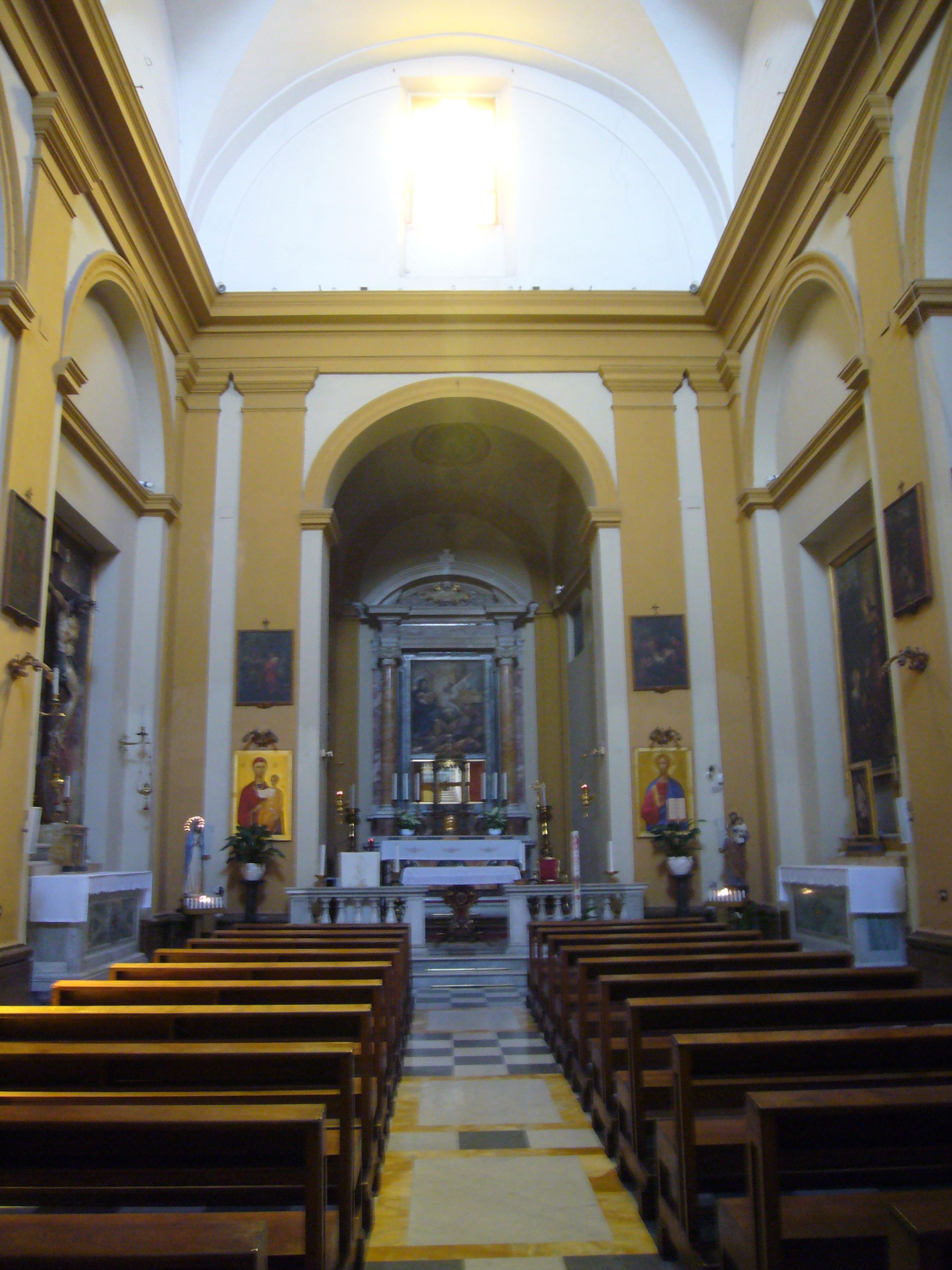
Interior e o altar-mor.
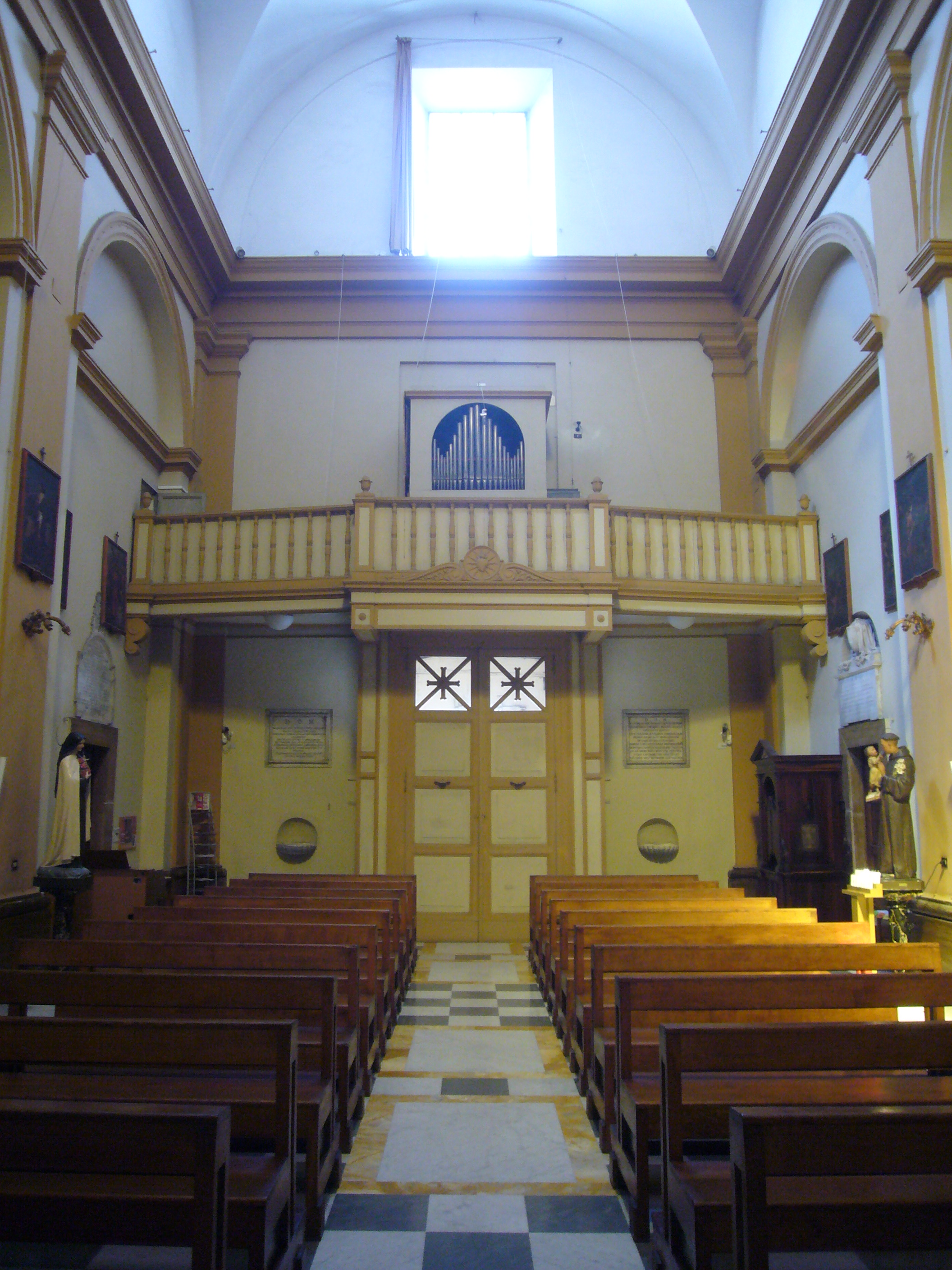
Contra-fachada e o órgão.